# Rutherford, Pennsylvania
Rutherford är en ort i Dauphin County i delstaten Pennsylvania, USA.